# Mirosław Lubiński
Mirosław Aleksander Lubiński (ur. 5 lipca 1962 w Wałbrzychu) – polski lekarz, samorządowiec i polityk, senator V kadencji.

## Życiorys
W 1987 ukończył studia na Wydziale Lekarskim Akademii Medycznej we Wrocławiu, po których podjął pracę na Oddziale Internistycznym i Oddziale Dializ Pozaustrojowych Górniczego Specjalistycznego Zespołu Opieki Zdrowotnej w Wałbrzychu. W 1991 uzyskał specjalizację I stopnia w zakresie chorób wewnętrznych, w 1999 specjalizację II stopnia w zakresie medycyny pracy. W 1991 został zatrudniony w Fabryce Porcelany „Krzysztof” S.A. w Wałbrzychu jako lekarz (specjalista medycyny pracy) i kierownik ambulatorium, w 1996 powołano go w skład rady nadzorczej (w 1999 objął stanowisko przewodniczącego).
W latach 1996–1999 był członkiem Socjaldemokracji Rzeczypospolitej Polskiej, następnie Sojuszu Lewicy Demokratycznej. Należał do władz lokalnych partii. W latach 1998–2003 pełnił mandat radnego rady miejskiej Wałbrzycha, od 2002 do 2003 był jej przewodniczącym.
W 2003 został wybrany do Senatu w wyborach uzupełniających w okręgu wałbrzyskim, rozpisanych po wygaśnięciu mandatu Henryka Gołębiewskiego, który objął urząd marszałka dolnośląskiego. W Senacie był wiceprzewodniczącym Komisji Polityki Społecznej i Zdrowia, brał udział w pracach Komisji Ustawodawstwa i Praworządności. W 2004 przeszedł do Socjaldemokracji Polskiej.
W 2005 i 2007 bez powodzenia kandydował w wyborach parlamentarnych (odpowiednio do Senatu i Sejmu). W 2006 ponownie zasiadł w radzie miasta Wałbrzycha, bezskutecznie ubiegał się o prezydenturę miasta. W 2010 utrzymał mandat radnego, bez powodzenia kandydował też na prezydenta Wałbrzycha (jako bezpartyjny kandydat Wałbrzyskiej Wspólnoty Samorządowej), przegrywając w drugiej turze. W 2011 startował w powtórzonych wyborach na prezydenta Wałbrzycha (z własnego komitetu, z poparciem SLD), zdobywając 13,95% głosów i zajmując 3. miejsce.
W lutym 2012 powrócił do SLD. W 2014 bezskutecznie startował do Parlamentu Europejskiego i do sejmiku dolnośląskiego. W 2018 uzyskał mandat radnego województwa VI kadencji z listy Polskiego Stronnictwa Ludowego. Został jednak radnym niezależnym, deklarując współpracę z koalicją PiS i Bezpartyjnych Samorządowców. W 2019 jako bezpartyjny kandydował do Senatu z ramienia własnego komitetu wyborczego w okręgu nr 4 (zajmując w nim ostatnie, 3. miejsce). W listopadzie tegoż roku przystąpił w sejmiku do klubu BS, który grudniu 2022 przemianował się na klub Dolnośląskiej Koalicji Samorządowej. Kilka dni po zmianie nazwy klubu Mirosław Lubiński wystąpił z niego w związku z przystąpieniem do powołanego przez parlamentarzystów związanych z PPS Stowarzyszenia Lewicy Demokratycznej (w wyniku czego klub DKS przestał istnieć). W maju 2023 ponownie współtworzył klub w tym samym składzie osobowym (tym razem pod nazwą Koalicja Samorządowa). W 2024 ponownie wybrany do sejmiku (z ramienia Koalicji Obywatelskiej).